# Cristina, Minas Gerais
Cristina är en kommun i Brasilien.   Den ligger i delstaten Minas Gerais, i den sydöstra delen av landet, 800 km söder om huvudstaden Brasília. Antalet invånare är 10 214. Arean är 312 kvadratkilometer.
Terrängen i Cristina är kuperad.
Omgivningarna runt Cristina är huvudsakligen savann. Runt Cristina är det ganska glesbefolkat, med 28 invånare per kvadratkilometer.